# Ulli Lommel
Ulrich Manfred Lommel, conocido como Ulli Lommel (Zielenzig, 21 de diciembre de 1944 - Stuttgart, 2 de diciembre de 2017) fue un actor, director de cine, guionista y productor alemán. Es conocido por su asociación al movimiento nuevo cine alemán y sus varias colaboraciones con el cineasta Rainer Werner Fassbinder. Desde 1977 residió y trabajó en Estados Unidos, donde colaboró con el artista Andy Warhol en The Factory y dirigió decenas de películas de terror de bajo presupuesto.

## Biografía

### Nacimiento
Nació el 21 de diciembre de 1944 en Zielenzig, Oststenberg, Alemania. Hijo de Ludwig Manfred Lommel y Karla Kerchensteiner. El 2 de mayo de 1945 Zielenzig fue tomada por el Ejército Rojo, que destruyó cerca de la mitad de la ciudad. La familia Lommel abandonó Zielenzig, que después de la II Guerra Mundial pasó a pertenecer a Polonia. 

### Juventud
Cuando vivía en Bad Nauheim, un adolescente Lommel conoció al cantante Elvis Presley, que realizaba el servicio militar en Alemania Occidental.

### Carrera
A principios de la década de 1960 actuó en algunas producciones televisivas alemanas y apareció en la portada de la revista Bravo. Una de sus primeras películas es Fanny Hill, de Russ Meyer. En 1967 se trasladó a Múnich y comenzó su relación con el movimiento  nuevo cine alemán. Actuó en el primer largometraje dirigido por Rainer Werner Fassbinder, El amor es más frío que la muerte (Liebe ist kälter als der Tod, 1969), presentado en el Festival Internacional de Cine de Berlín. En la década de 1970 siguió colaborando con Fassbinder y comenzó a dirigir. Whitey, western rodado en Almería en 1970, dirigido por Fassbinder y protagonizado por Lommel, obtuvo varios premios en Alemania. En 1970 también actuó en Con la música a otra parte, coproducción hispano-alemana dirigida por  Fernando Merino y protagonizada por Trini Alonso, Mara Cruz y Dyanik Zurakowska. Lommel interpretó a un compositor alemán confundido en España con un contrabandista de diamantes. En 1976, Lommel, Anna Karina, Margit Carstensen y Brigitte Mira protagonizaron Ruleta china, coproducción dirigida por Fassbinder.
Su segunda película como director, La ternura de los lobos (Die Zärtlichkeit der woelfe, 1973), que fue producida por Fassbinder, es un drama sobre los asesinatos cometidos por Fritz Haarmann. Los crímenes de Haarmann también inspiraron la película de Fritz Lang M, el vampiro de Düsseldorf. La película compitió por el Oso de Oro en el Festival de Berlín. Su proyección en el Festival de Chicago atrajo la atención del artista Andy Warhol. Lommel se trasladó a Estados Unidos en 1977 y colaboró con Warhol en varias películas y trabajos artísticos. En 1979 escribió y dirigió Cocaine Cowboys, con Jack Palance y Andy Warhol.

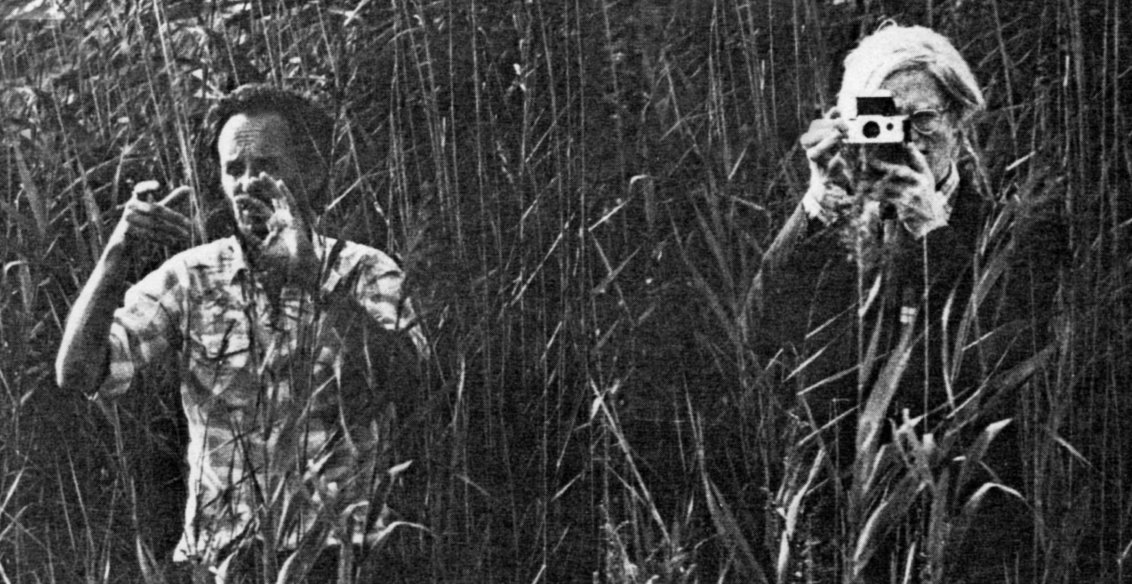
Ulli Lommel (izquierda) y Andy Warhol en el set de Cocaine Cowboys.

Tras su llegada a Estados Unidos Lommel escribió y dirigió decenas de películas de terror de bajo presupuesto. Probablemente su película más conocida es The Boogeyman (1980), en España fue titulada Satanás, el reflejo del mal. Los protagonistas son Lacey y su hermano (Suzanna Love y Ron James), que se enfrentan al fantasma del novio de su madre, cuya alma ha quedado aprisionada en un espejo. The Boogeyman fue un éxito comercial, le siguieron dos secuelas y una serie de televisión titulada Boogeyman Chronicles. Lommel interpretó a Mickey Lombard en la secuela "Boogeyman II" (1983); Suzanna Love, esposa de Lommel, volvió a interpretar a Lacey. En 1986 dirigió al polémico actor alemán Klaus Kinski en Revenge of the Stolen Stars. En 2004 dirigió las películas Zombie Nation y Daniel el hechicero (Daniel der Zauderer). En The Tomb, película de 2007, adaptó una obra del autor H. P. Lovecraft.
Entre 2005 y 2010 escribió y dirigió una serie de películas de terror de bajo presupuesto, basadas en crímenes reales y distribuidas en DVD en Estados Unidos por Lions Gate Entertainment. La primera es Zodiac Killer (2005). A Green River Killer (2005), película basada en los crímenes del asesino en serie Gary Ridgway, le siguieron BTK Killer (2005) y Killer Pickton (2005), que no fue distribuida en América del Norte por problemas legales. Black Dahlia es una producción de 2006 inspirada en el asesinato sin resolver de Elizabeth Short. Son of Sam (2008) está inspirada en los asesinatos cometidos por  David Berkowitz. En 2009 Lommel dirigió una película directamente para DVD titulada Nighstalker, con Adolph Cortez en el papel del asesino en serie Richard Ramírez. D.C. Sniper (2010), protagonizada por Ken Foree, se inspira en los tiroteos acontecidos en la capital estadounidense y sus alrededores.

Lommel es uno de los narradores de This is América, documental que muestra el lado más desenfrenada de Estados Unidos.

### Familia
Lommel se casó en 1978 con la actriz neoyorquina Suzanna Love, protagonista de The Boogey Man (1980), Boogeyman II (1983), Olivia (1983) y otras películas del director alemán. Lommel y Love se divorciaron en 1987. En 1988 se casó por segunda vez con Cookie Lommel.

### Fallecimiento
Ulli Lommel falleció por un fallo cardíaco el 2 de diciembre de 2017, a los 72 años.

## Filmografía parcial

### Actor
- Der Marquis von Keith (TV, 1962)
- Russ Meyer's Fanny Hill" (1964)
- Nächstes Jahr in Jerusalem (TV, 1965)
- Jugendprozeß (TV, 1966)
- Jan Himp und die kleine Brise (TV, 1966)
- Detektive (1969)
- El amor es más frío que la muerte  (Liebe ist kälter als der Tod, 1969), de Rainer Werner Fassbinder
- Deine Zärtlichkeiten (1969)
- El soldado americano (Der amerikanische Soldat, 1970), de Rainer Werner Fassbinder
- Der gelbe koffer (1970)
- Rio das Mortes (TV, 1971), de Rainer Werner Fassbinder
- Pioneros en Ingolstadt (Pioniere in Ingolstadt, TV, 1971), de Rainer Werner Fassbinder
- Whity (1971), de Rainer Werner Fassbinder
- Ocho horas no hacen un día (Acht Stunden sind kein Tag, TV, 1972)
- Libertad en Bremen (Bremer Freiheit, TV, 1972)
- El mundo conectado / El mundo en el alambre (Welt am Draht, TV, 1973)
- Nora Helmer (TV, 1974), de Rainer Werner Fassbinder
- Fontane Effi Briest (TV, 1974), de Rainer Werner Fassbinder, basada en la novela de Theodor Fontane
- La ley del más fuerte (Faustrecht der Freiheit, 1974)
- Schatten der Engels (1976)
- El asado de Satán (Satansbratten, 1976), de Rainer Werner Fassbinder.
- Ruleta china (Chinesisches Roulette, 1976), de Rainer Werner Fassbinder
- Adolf and Marlene (1977)
- Monkey Business (1978)
- Blank Generation (1980)
- Olivia (1983)
- Boogeyman II (1983)
- Strangers in Paradise (1984)
- Revenge of the Stolen Stars (1986)
- Sex Crimes (1992)
- Lethal Orbit (TV, 1996)
- September Songs (2001)
- Daniel der Zauberer (2004)
- Zombie Nation (2004)
- Ulli Lommel's Zodiac Killer (Vídeo, 2005)
- The Raven (Vídeo, 2006)
- D.C. Sniper (Vídeo, 2010)
- The Spy (2012)
- Carcinoma (2014)
- Altes Geld (TV, 2015)
- Julia 17 (2017)
- Boogeyman: Reincarnation

### Director
- La ternura de los lobos (1973), con Kurt Raab y Margit Carstensen
- Ausgerechnet Bananen / Monkey Business (1978)
- Cocaine Cowboys (1979), con Jack Palance
- Satanás, el reflejo del mal (The Boogey Man, 1980), con Suzanna Love y John Carradine
- BrainWaves (1982), con Tony Curtis y Vera Miles
- Olivia (1983)
- The Devonsville Terror (1983), con Donald Pleasence
- Strangers in Paradise (1984)
- Revenge of the Stolen Stars (1986), con Klaus Kinski
- Cold Heat (1989), con John Phillip Law
- Zombie Nation (2004)
- Ulli Lommel's Zodiac Killer (2005)
- La dalia negra (Black Dahlia, 2006)
- Nighstalker (Video, 2009)
- D.C. Sniper (Video, 2010), con Ken Foree

### Director de fotografía
- BrainWaves (1982)
- Olivia (1983)
- The Devonsville Terror (1983)
- Ulli Lommel's Zodiac Killer (2005)
- Nighstalker (2009)
- D.C. Sniper (2010)

### Guionista
- Cocaine Cowboys (1979)
- The Boogeyman (1980)[16]

### Productor
- Der gelbe koffer (1970)
- Anglia (1970)
- Whity (1971)
- Tödlicher Poker (1972)
- The Boogey Man / The Boogeyman (1980)
- Olivia (1983)
- Boogeyman II (1983)
- The Devonsville Terror (1983)
- Revenge of the Stolen Stars (1986)
- Defense Play (1987)
- Overkill (1987)
- Sex Crimes (1992)
- Return of the Boogeyman (1994)
- Lethal Orbit (1996), con Casper Van Dien
- September Song (2001)
- Zombie Nation (2004)
- La dalia negra (Black Dahlia , 2006)
- The Raven (2006)
- Curse of the Zodiac (2007)
- The Tomb (2007)
- Killer Nurse (2008)
- Manson Family Cult (2012)
- Four Senses (2013)
- Mondo Americana (2015)
- A Golden Heart (2016)
- Factory Cowboys: Working with Warhol (2018)
- Breakfast with Charlie (2018)